# 六盘盖蛛
六盘盖蛛（学名：Neriene liupanensis）为皿蛛科盖蛛属的动物。在中国大陆，分布于宁夏等地。该物种的模式产地在宁夏泾源。